# サラーラ国際空港
サラーラ国際空港（サラーラこくさいくうこう、英: Salalah International Airport）は、オマーン・サラーラにある国際空港である。サラーラの市街地から5.5キロメートルの地点に位置し、オマーン・エアがハブ空港としている。また、オマーン空軍のサラーラ空軍基地（英: RAFO Salalah）としても機能している。

## 歴史
1977年に開港した。当初はマスカットへの便と国内チャーター便のみが発着していたが、2003年7月にオマーン・エアがドバイへの直行便を就航させた。また2004年
には初の外資系航空会社としてエア・インディアが就航した。
2015年6月15日に新しい旅客ターミナルが開業し、サラーラ国際空港となった。

## 就航航空会社と就航都市

### 旅客便
| 航空会社                                                | 就航地                                         |
| ------------------------------------------------------- | ---------------------------------------------- |
| オマーン・エア                                          | ドバイ、マスカット                             |
| サラムエア                                              | マスカット                                     |
| エア・アラビア                                          | ラアス・アル＝ハイマ、シャールジャ             |
| エティハド航空                                          | アブダビ(2026年7月16日より運航開始予定)        |
| フライドバイ                                            | ドバイ                                         |
| カタール航空                                            | ドーハ                                         |
| クウェート航空                                          | クウェートシティ                               |
| ジャジーラ航空                                          | クウェートシティ                               |
| サウディア                                              | ジッダ                                         |
| フライナス                                              | リヤド、ジッダ                                 |
| エア・インディア・エクスプレス                          | コーチン、コーリコード、ティルヴァナンタプラム |
| パキスタン国際航空                                      | ラホール                                       |
| ユーロウイングス サンエクスプレス・ドイチェランドが運航 | 季節運航：ケルン                               |
| サンエクスプレス                                        | チャーター便：イズミル                         |
| ウィズエアー                                            | アブダビ                                       |

## 配置部隊
- 第3飛行隊（NH90TTH、ベル 206B3、ベル 429、スーパーリンクス Mk.120）
- 第5飛行隊（C-295M）